# キルホーマン蒸溜所
キルホーマン蒸溜所（キルホーマンじょうりゅうじょ、英語: Kilchoman Distillery）は、スコットランドのアイラ島にあるスコッチ・ウイスキーの蒸留所である。ウイスキーづくりに使う大麦を自社農地で生産する農家型蒸留所を標榜しており、「アイラ島100%」ウイスキーづくりを特徴としている。

## 歴史

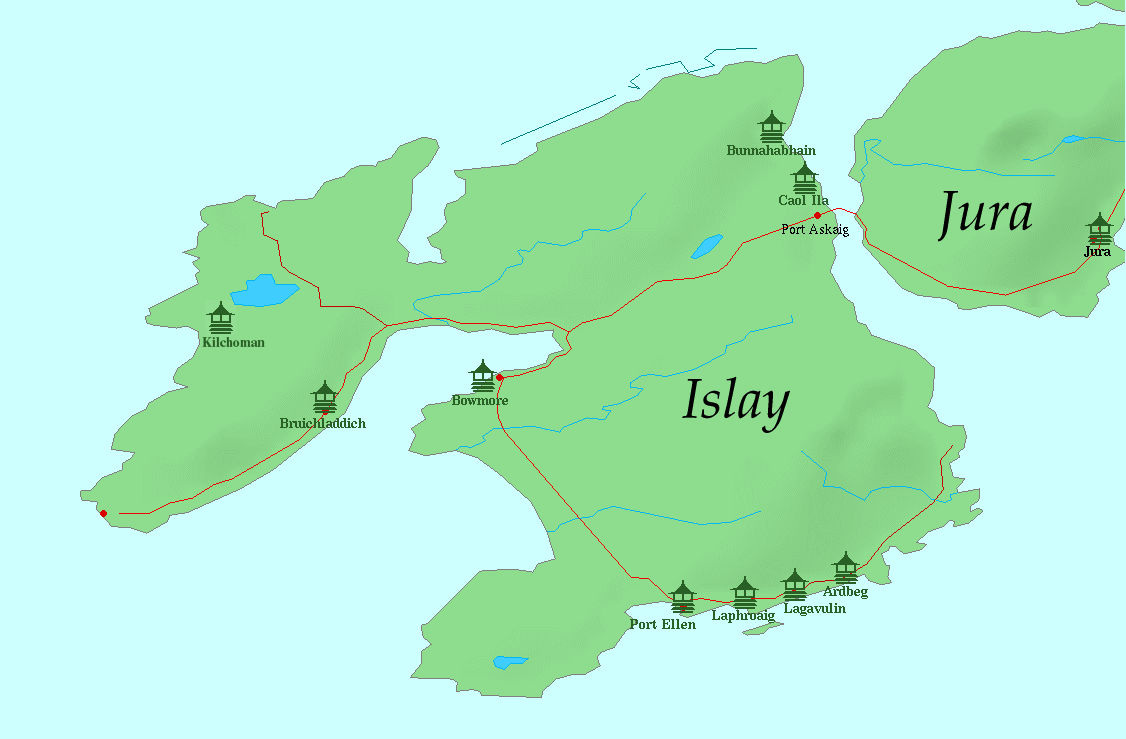
蒸留所の位置

キルホーマン蒸溜所は2005年6月にアイラ島のロックサイドファームの建物の一部を改装する形で創業した。ウイスキーの蒸留を開始したのは同年12月である。創業者はアンソニー・ウィリスと、共同出資者かつロックサイドファームのオーナーであったマーク・フレンチである。当時としてはアイラ島8番目の蒸留所であり、アイラ島に新しいスコッチウイスキーの蒸留所ができるのは124年ぶりであった。異業種からの参入であり、蒸留所が創業した2000年代はスコッチウイスキー業界全体が不景気にあえいでいたことから、創業当初はあまり注目されていなかった。当時クラフト蒸留所という言葉はまだなく、スコッチウイスキー業界では1995年創業のアラン蒸溜所に次ぐ2番目の小規模蒸留所である。2009年9月9日には初のシングルモルトウイスキーとして3年熟成のボトルを発売した。
創業後に世界的なシングルモルトウイスキーブームが到来したことで年々販売量と生産量を伸ばしていき、2019年には生産能力を2倍強の65万リットルに、2023年にはさらにポットスチルを2基増設したことで97.5万リットルになった。
2015年にマーク・フレンチが引退したため、それ以降は蒸留所、農場ともにアンソニー・ウィリスの単独所有である。

## 製造

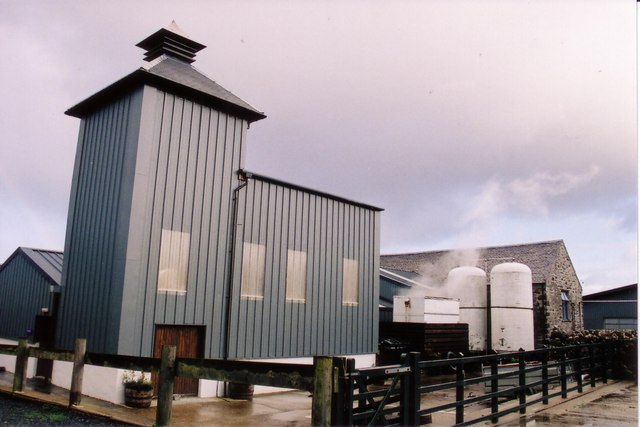
キルン塔

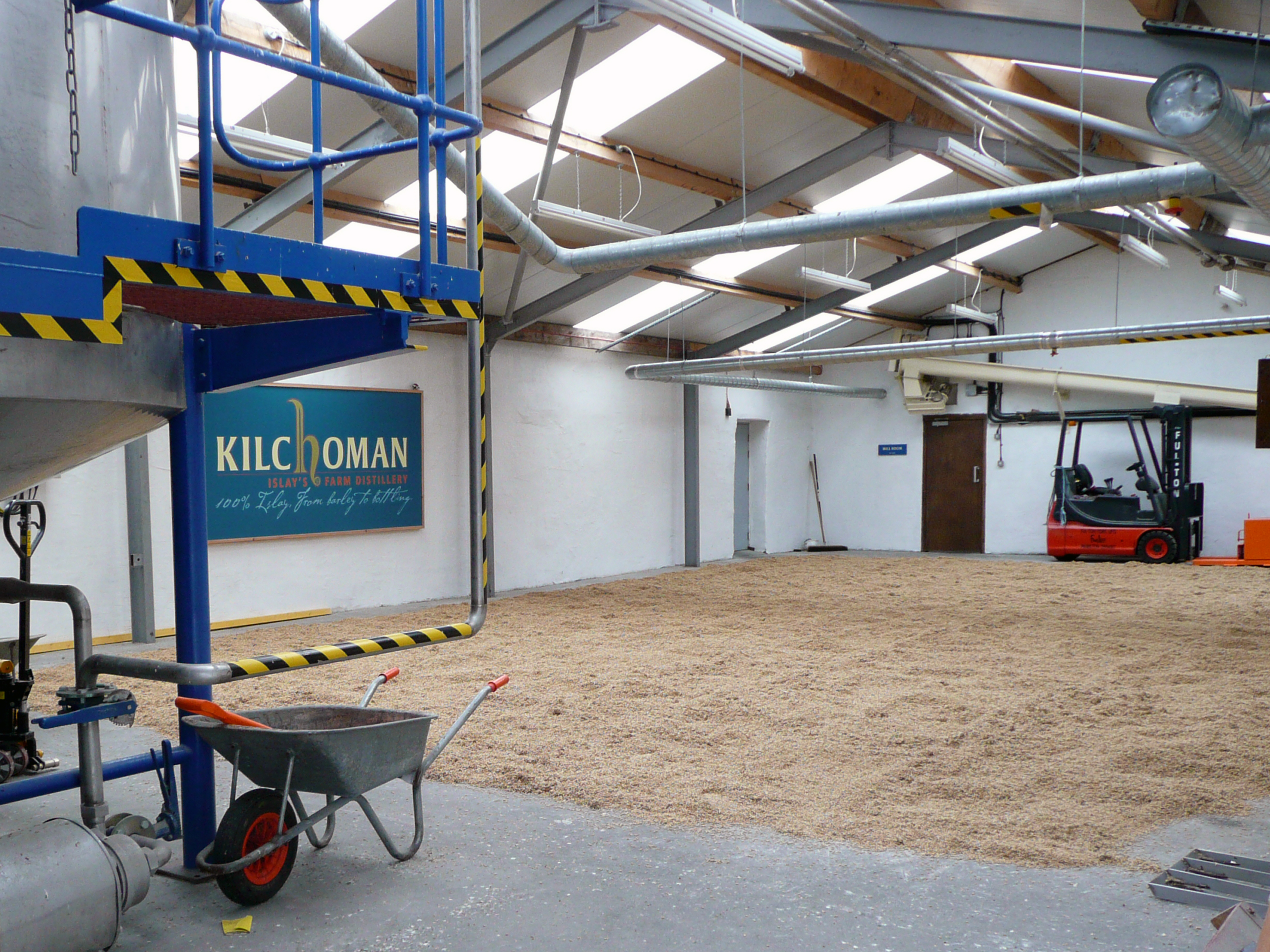
フロアモルティング

農家型蒸留所を標榜しており、アイラ島のウイスキー蒸留所で唯一、原料の大麦の栽培からボトリングまでをアイラ島で完結させる「100%アイラ」がキルホーマンの特徴である。かつての年間生産能力は23万リットルであったが、アイラ島のウイスキーおよびクラフトウイスキーの人気上昇を受けて2019年に生産設備を増強し、2023年にポットスチルを2基増設したことで年間97.5万リットルにまで増産した。
自社で大麦の栽培から製麦までを行っており、2021年時点では麦芽消費量のおよそ3割を自社畑産・自社製麦の麦芽で賄っている。一度の製麦で4トン、年間で300トンの麦芽を生産している。自社産大麦の品種はコンチェルト種であり、小粒なためアルコール収率はポートエレン製の麦芽に劣る。麦芽のフェノール値はポートエレン蒸留所製のものが50ppm、自社製麦のものは20ppmである。麦芽を粉砕するモルトミルはポーティアス社が1961年に製造したものを中古で購入している。
キルホーマン蒸溜所の仕込みは1回あたり1.2トンの麦芽を消費する。これは2021年現在アイラ島の蒸留所では最小である。マッシュタン（糖化槽）はステンレス製のセミロイタータンが2基あり、1回あたり6000リットルの麦汁をつくる。ウォッシュバック（発酵槽）はステンレス製のものが16基ある。発酵に用いる酵母はマウリ社製のもので、発酵時間は85時間である。

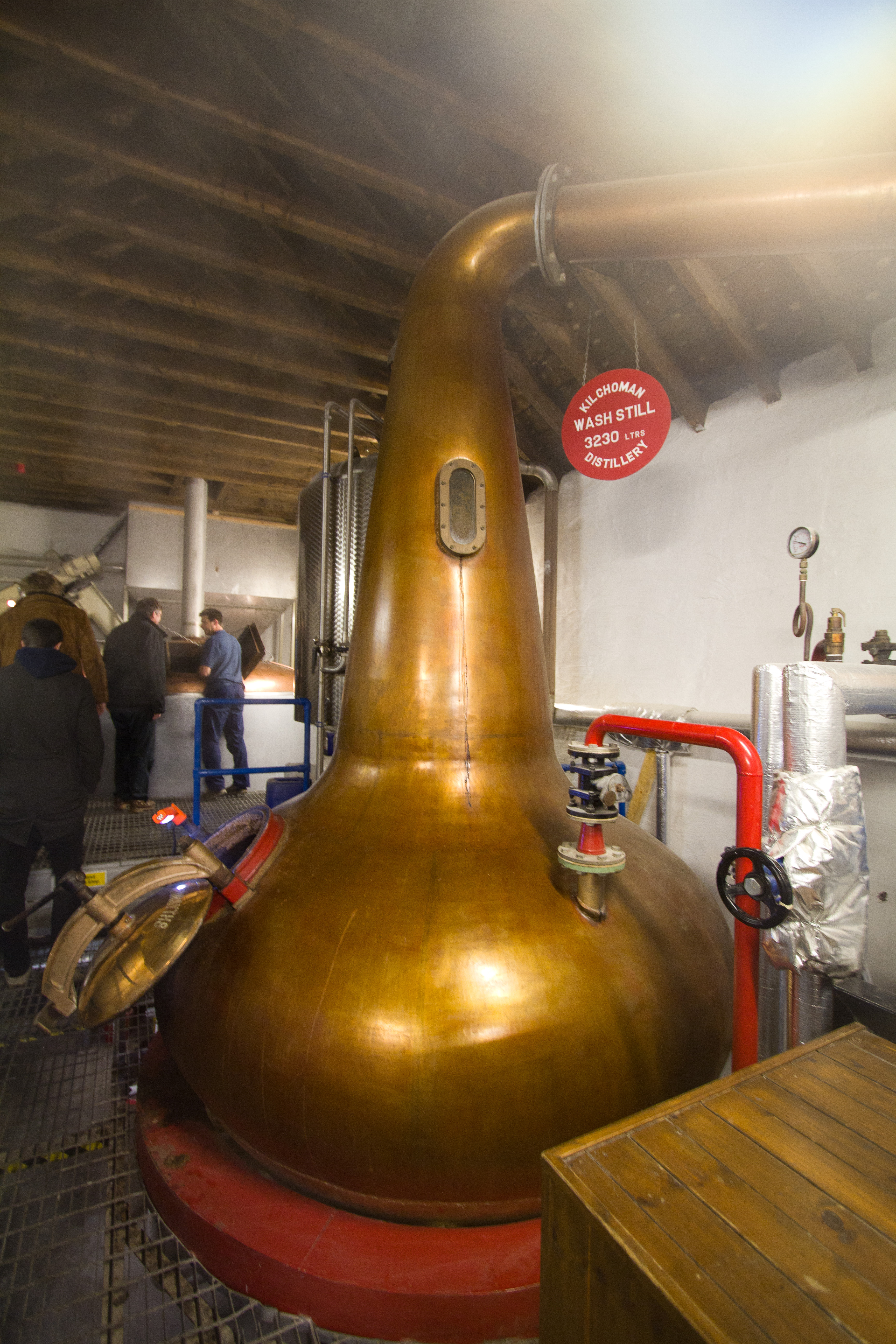
初留器

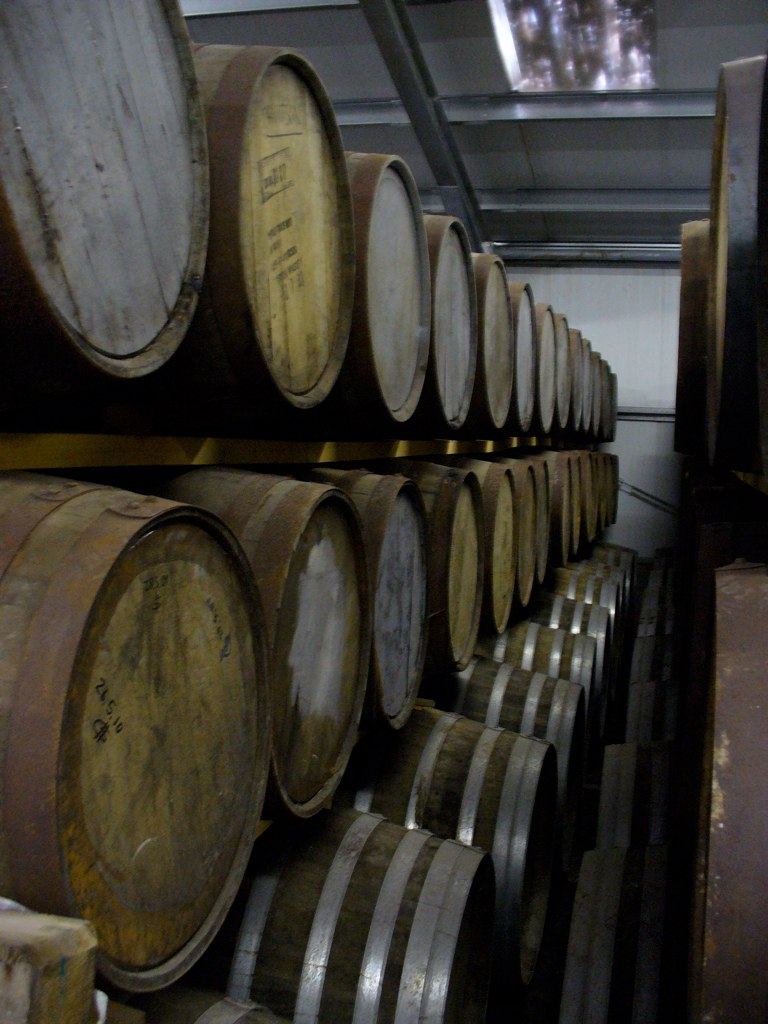
熟成庫

ポットスチルはフォーサイス社製で、初留器と再留器がそれぞれ2基ずつある。初留器はストレートヘッド型で容量3000リットル、再留器はバルジ型で容量1600リットルである。ミドルカットは76%から63%。冷却装置はシェル&チューブを採用している。
ニューポットの度数は69 – 70%で、63.5%に加水してから樽詰めする。熟成に使う樽の多くはアメリカンホワイトオークのバーボン樽で、2010年時点では全体のおよそ8割、2023年時点で7割である。特にファーストフィルのものが多く使われるという。他にもシェリーやマデイラワイン樽なども使われる。熟成庫はダンネージ式とラック式を併用している。ボトリングも2011年に完成した設備を使ってアイラ島内で行う。

## 製品

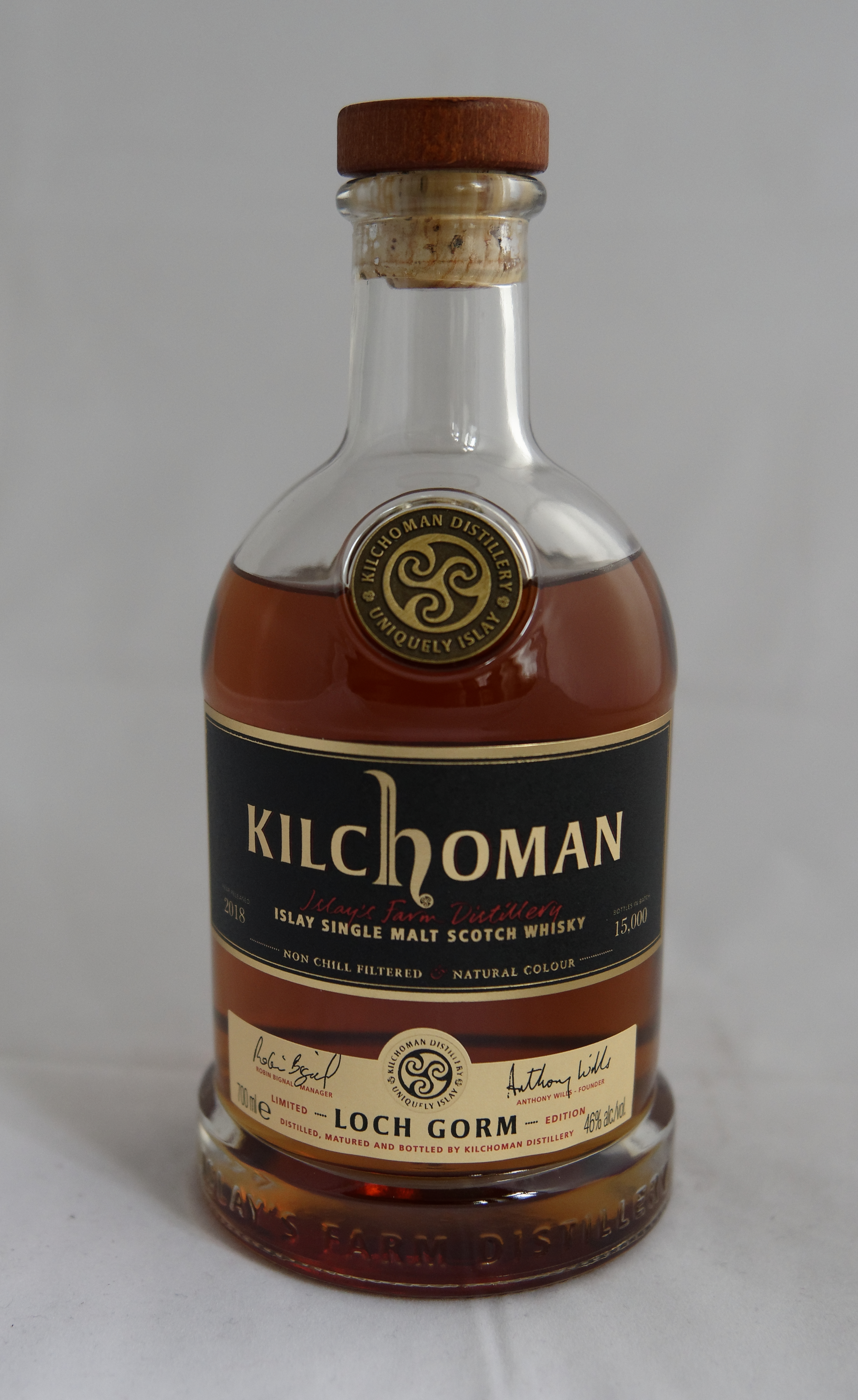
キルホーマン ロッホゴルム

下記のラインナップのほかに、100%アイラ島生産ウイスキーを定期的に発売している。

### 現行のラインナップ

#### キルホーマン・マキヤーベイ
2012年に発売した、キルホーマンの主力製品である。アルコール度数46％、容量700ml。フェノール値50ppmのヘビーピート麦芽を使い、バーボン樽で熟成した原酒を中心に構成されている。その名はマキヤーベイというアイラ島の砂浜に由来している。
評論家の土屋守はキルホーマン・マキヤーベイを次のようにテイスティングしている。

#### キルホーマン・サナイグ
2016年に発売した。アルコール度数46％、容量700ml。フェノール値50ppmのヘビーピート麦芽を使用し、オロロソシェリー樽原酒の風味が特徴である。

## 評価
評論家のマイケル・ジャクソンはキルホーマンのウイスキーの味わいについて「はっきりとアイラのフレーバーをもち、リッチで甘いピートの特徴をともなう」と評している。キルホーマン創業者のアンソニー・ウィリスはキルホーマンのウイスキーの特徴を「柑橘、甘み、スモークなどの要素」だと述べている。